# Курилівська сільська територіальна громада
Курилівська сільська територіальна громада — територіальна громада в Україні, в Куп'янському районі Харківської області. Адміністративний центр — село Курилівка.
Площа громади — 418,9 км2, населення громади — 9963 осіб (2020)
Утворена 12 червня 2020 року шляхом об'єднання Курилівської, Глушківської, Кругляківської, Лісностінківської та Сеньківської сільських рад Куп'янського району Харківської області. 
19 липня 2020 року, в результаті адміністративно - територіальної реформи та ліквідації колишнього Куп'янського району (1923— 2020), село увійшло до складу новоутвореного Куп'янського району Харківської області. 
Перші вибори сільської ради та сільського голови Курилівської сільської громади відбулися 25 жовтня 2020 року.

## Населені пункти
До складу громади входять 12 сіл (Курилівка, Біле, Воронцівка, Глушківка, Колісниківка, Кругляківка, Лісна Стінка, Новоосинове, Подоли, Сенькове, Синиха, Хомине) та 1 селище (Піщане).